# Les Randonneuses
Production
Diffusion
Les Randonneuses est une série télévisée française en 6 épisodes créée par Fanny Riedberger, Anna Fregonese et Sylvie Audcoeur, et diffusée en Belgique sur La Une à partir du 7 mai 2023 et en France sur TF1 à partir du 15 mai 2023.
Cette fiction réalisée par Frédéric Berthe, initialement intitulée Six femmes au sommet,, est une coproduction de Habanita Federation et TF1,,, réalisée avec la collaboration d'Empreinte Digitale et le soutien de la région Auvergne-Rhône-Alpes.
La série est présentée en première mondiale au Festival Séries Mania à Lille en mars 2023, où Clémentine Célarié remporte le prix de la meilleure actrice,,.

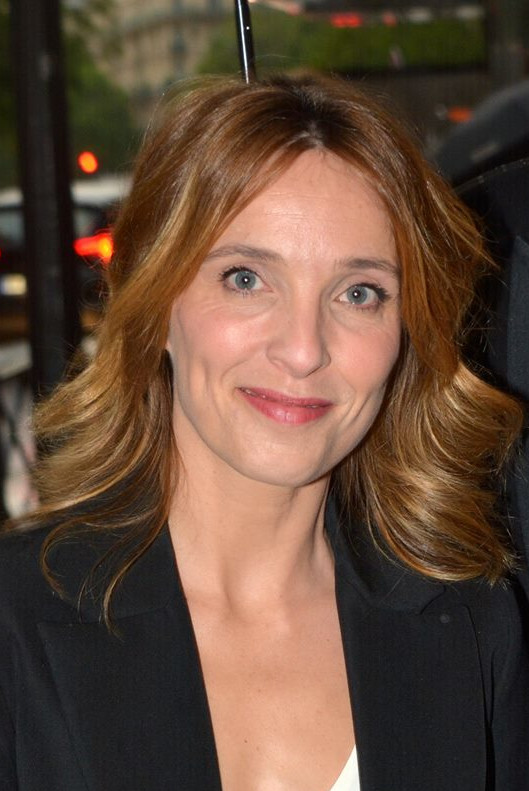
Alix Poisson.

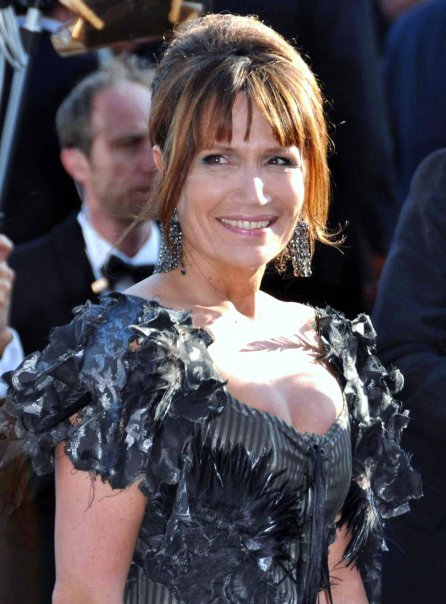
Clémentine Célarié.

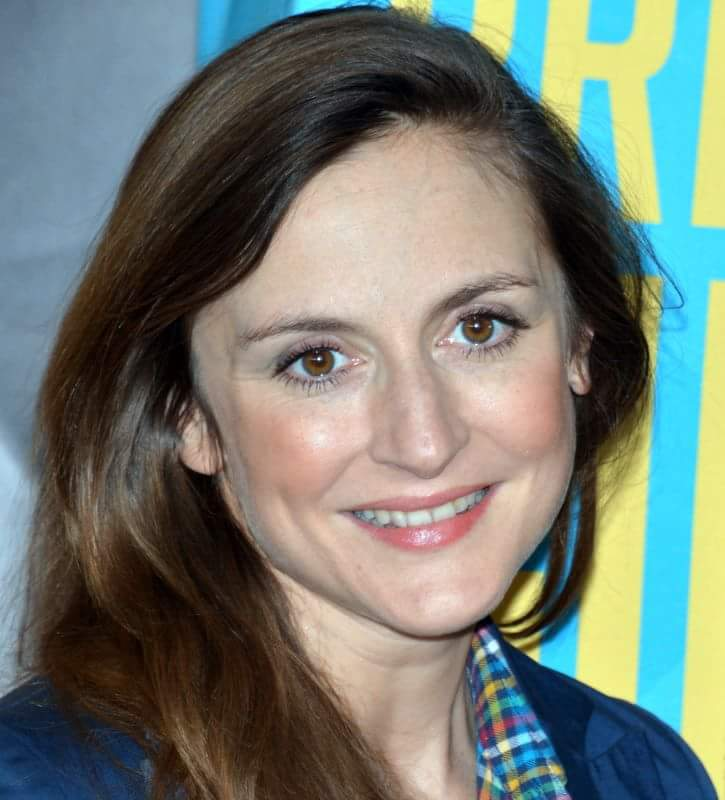
Camille Chamoux.

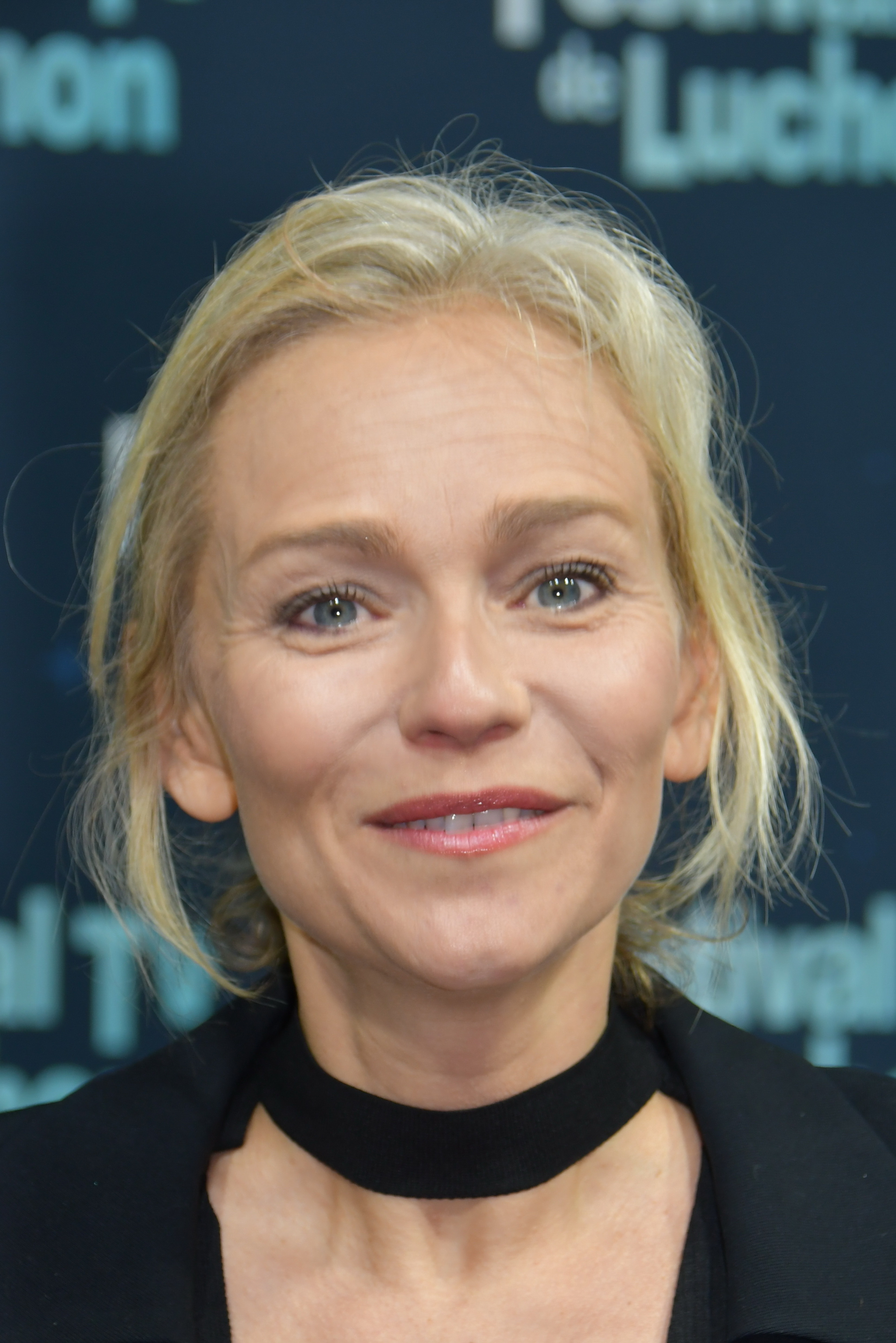
Claire Borotra.

## Synopsis
Sara, Noémie, Patty, Morgan et Valérie, cinq femmes en chimio ou en rémission du cancer, se lancent dans l'ascension du Dôme de la Lauze, en région Auvergne-Rhône-Alpes, pour accompagner Karen qui porte l'urne funéraire de sa sœur Ève, décédée du cancer, dans le but de répandre ses cendres en montagne,,.
Tom guide leur groupe avec une infinie patience, tandis que Pablo guide un deuxième groupe composé de Julien et de son cousin Jonathan, un bavard impénitent qui n'arrête pas de se lamenter sur sa récente rupture.

## Distribution
- Alix Poisson : Sara
- Clémentine Célarié : Noémie
- Camille Chamoux : Patty
- Joséphine de Meaux : Karen
- Tiphaine Daviot : Morgan
- Claire Borotra : Valérie
- Lucien Jean-Baptiste : Tom, le guide
- Gérémy Crédeville : Pablo, le deuxième guide
- Baptiste Lecaplain : Jonathan
- Maxence Danet-Fauvel : Julien
- Bruno Wolkowitch : Marc Perez-Rubino, le mari de Sara
- Anna Stanic : Julie
- Elsa Lunghini : Ève
- Mhamed Arezki : Idriss
- Thomas Jouannet : Étienne
- Bruno Salomone : Xavier le copain de Karen
- Rebecca Benhamour : Violette, la fille d'Ève

## Production

### Genèse et développement
La série est créée par Fanny Riedberger, Anna Fregonese et Sylvie Audcoeur et écrite par Anna Fregonese, Sylvie Audcoeur, Hélène Le Gal, Élodie Namer, Camille Pouzol et Xavier Daugreilh,,.
Fanny Riedberger, la créatrice de la série, souligne que tout est parti d'un reportage consacré à l'association Un sommet pour rebondir, qui accompagne des patientes en rémission à l'assaut du Mont Rose, le deuxième plus haut massif des Alpes après le Mont-Blanc, situé à la frontière de la Suisse et de l'Italie : « Voir ces femmes, ces images si lumineuses, emplies de joie, de rires, alors que le sujet du cancer est si rédhibitoire et anxiogène a été une révélation : le crabe ne gagne pas toujours à la fin. Il y a aussi la reconstruction. Ce passage par le sport, les retrouvailles avec son corps font partie du processus de guérison ». « Là, j'ai vu de la lumière, des sourires, de la joie, de la vie et énormément d'humour. Ce n'était pas que joyeux, car les témoignages étaient durs et éprouvants, mais j'ai réalisé qu'on pouvait parler du cancer comme ça, avec joie et vivacité. Ces femmes étaient magnifiques. Elles émanaient une joie de vivre et elles m'ont inspirée ».
La série est réalisée par Frédéric Berthe,,,,.

### Attribution des rôles
Le 16 mai 2022, Camille Chamoux confie dans un entretien à Télé-Loisirs : « Je pars en tournage dans dix jours pour une série pour TF1, une comédie sur le cancer ». Elle se dit ravie de participer à ce projet : « Je trouve ça génial de faire une comédie sur le cancer. Le texte est extrêmement bien écrit, j'ai eu un énorme coup de cœur pour le projet, je suis hyper heureuse d'y participer. C'est l'histoire de six femmes en chimio ou en rémission qui partent dans une grosse rando pour déposer des cendres. C'est très drôle, plein de tendresse. J'y joue une femme en cours de guérison »,. Un thème qui semble toucher la comédienne, qui confie : « J'ai tellement de personnes autour de moi… Je sais pourquoi et pour qui je fais cette série. Je suis très heureuse de l'avoir choisie. Et puis, c'est avec des actrices formidables ! ». Le rôle lui demande bien sûr une certaine préparation physique : « Je fais du sport trois fois par semaine pour me mettre au niveau. Et après je pars dans les montagnes à 5 600 m d'altitude ! ».
Tiphaine Daviot, la plus jeune des six comédiennes qui jouent dans la série, explique : « C'est une série sur le cancer du sein, qui est tirée d'une histoire vraie. Cela revient sur l'histoire de six femmes qui ont gravi une montagne. Ce sont des copines de chimio qui vont donc atteindre le sommet pour répandre les cendres d'une de leurs amies qui est malheureusement décédée. Ce qui est super, c'est que c'est tourné sous forme de comédie. Alors, c'est également une dramédie, car ça va faire chialer, un peu comme This is us, avec des drames et des secrets. Mais il va y avoir beaucoup d'humour avec un ton assez chouette qui change de ce qu'on a l'habitude, ce n'est pas victimisant, on n'est pas dans le pathos ».
Clémentine Célarié, qui incarne Noémie, a elle-même lutté pendant trois ans contre un cancer du côlon, qu'elle évoque dans son livre Les mots défendus . Elle confie : « Ça faisait longtemps que je n'avais pas découvert un scénario aussi bien écrit avec autant d'humour, de vérité, de profondeur et d'intelligence. À la lecture, j'ai eu l'impression de voir ces femmes, de les connaître. J'étais émerveillée que l'on me propose une série sur le cancer alors que j'en avais eu un. C'était formidable de m'exprimer à travers un personnage sur ce sujet et encore plus dans une comédie car ceux qui traversent cette maladie s'accrochent souvent à l'humour et à l'autodérision pour la transgresser ». Évoquant son personnage, l'actrice déclare : « Noémie est très courageuse, à l'image des autres femmes du groupe. Elle est marrante car elle dit ce qu'elle pense et ne se préoccupe pas de son apparence. J'ai donc conservé mes racines de cheveux blancs et utilisé très peu de maquillage. J'ai également accepté de dévoiler mon corps tel qu'il est et de me baigner à moitié nue. Si ça n'avait pas été pour ce rôle, je ne me serais jamais montrée comme ça ! ».
La productrice Fanny Riedberger précise lors du Festival Séries Mania : « Ève est peut-être le dernier personnage que nous avons casté. Contrairement aux autres, on ne partait pas sur quatre mois à la montagne, c'est un rôle qui ne nécessitait que quelques jours de tournage à Paris. Et Elsa Lunghini a tout de suite dit oui. Elle a lu le scénario et elle s'est amourachée de ce personnage immédiatement. On a eu beaucoup de chance car c'est une comédienne formidable ».

### Tournage
Le tournage de la série a lieu à partir du 30 mai 2022 en Savoie et en Isère dans la région Auvergne-Rhône-Alpes,,, et plus particulièrement dans le parc national de la Vanoise.
Tourner dans cette région était un choix évident pour la production, qui souhaitait profiter de la diversité de ses paysages ainsi que de sa lumière,.
Accompagnée d'environ 200 figurants, dont une centaine de locaux, l'équipe de tournage a opéré notamment au Dôme de la Lauze ainsi que dans les villes de Grenoble, La Grave, Bessans et Termignon-Val Cenis,. Le tournage a commencé par les scènes à 4000 mètres d'altitude, afin de pouvoir profiter de l'enneigement nécessaire au scénario du dernier épisode.
Le tournage des scènes liées à l'ascension du Dôme de la Lauze a été un défi pour l'équipe (tant pour la production que pour les acteurs) qui a dû se livrer à un long travail de repérage, s'entourer de guides, dormir dans des refuges, emprunter des téléphériques, utiliser des motoneiges et même faire face à une tempête,. Comme le souligne Clémentine Célarié : « Fini les pickups avec chauffeurs, les trajets se faisaient dans les télécabines, collées les unes aux autres pendant une heure et demie. On était obligées de s'apprécier ».
Tiphaine Daviot, qui a intégré le projet après de longues semaines de Covid, souligne que « les paysages étaient si sublimes qu'on était immédiatement plongés dans une atmosphère méditative ».

### Fiche technique
Sauf indication contraire, les informations mentionnées dans cette section peuvent être confirmées par les bases de données cinématographiques IMDb et Allociné,  présentes dans la section « Liens externes ».
- Titre français : Les Randonneuses
- Réalisation : Frédéric Berthe[1],[2],[4]
- Scénario : Anna Fregonese, Sylvie Audcoeur, Hélène Le Gal, Élodie Namer, Camille Pouzol et Xavier Daugreilh
- Musique : Maxime Lebidois
- Décors : Christophe Thiollier
- Costumes : n.c.
- Photographie : Christophe Legal
- Son : Sébastien de Monchy
- Montage : Raphaëlle Urtin
- Production : Fanny Riedberger[20]
- Sociétés de production : Habanita Federation et TF1[2],[4]
- Pays de production :  France
- Langue originale : français
- Format : couleur
- Nombre de saisons : 1
- Nombre d'épisodes : 6
- Genre : drame[13]
- Durée : 52 minutes
- Dates de première diffusion :
  - Belgique : 7 mai 2023 sur La Une[8],[18]
  - France : 15 mai 2023 sur TF1[9],[25],[26]

## Épisodes
1. Sara
2. Noémie
3. Patty
4. Karen
5. Morgan
6. Valérie

## Accueil

### Distinction
- Festival Séries Mania 2023 : prix de la meilleure actrice en compétition française pour Clémentine Célarié[7],[8],[9],[18]

### Audiences et diffusion

#### En Belgique
En Belgique, la série est diffusée les dimanches vers 20 h 50 sur La Une par salve de deux épisodes du 7 au 21 mai 2023,.
| Épisode              | Diffusion            | Diffusion            | Audience moyenne          | Audience moyenne | Réf.   |
| Épisode              | Jour                 | Horaire              | Nombre de téléspectateurs | Classement       | Réf.   |
| -------------------- | -------------------- | -------------------- | ------------------------- | ---------------- | ------ |
| 1                    | Dimanche 7 mai 2023  | 20 h 50 - 21 h 40    | 171 647                   | 2e               | [ 27 ] |
| 2                    | Dimanche 7 mai 2023  | 21 h 40 - 22 h 40    | 171 647                   | 2e               | [ 27 ] |
| 3                    | Dimanche 14 mai 2023 | 20 h 50 - 21 h 40    | 177 060                   | 1er              | [ 28 ] |
| 4                    | Dimanche 14 mai 2023 | 21 h 40 - 22 h 40    | 177 060                   | 1er              | [ 28 ] |
| 5                    | Dimanche 21 mai 2023 | 20 h 50 - 21 h 40    | 220 357                   | 2e               | [ 29 ] |
| 6                    | Dimanche 21 mai 2023 | 21 h 40 - 22 h 40    | 220 357                   | 2e               | [ 29 ] |
| Moyenne de la saison | Moyenne de la saison | Moyenne de la saison | 189 688                   |                  |        |

- Les plus hauts chiffres d'audience
- Les plus bas chiffres d'audience

#### En France
En France, la série est diffusée les lundis vers 21 h 10 sur TF1 par salve de deux épisodes du 15 au 29 mai 2023,,.
| Épisode              | Diffusion            | Diffusion            | Audience moyenne          | Audience moyenne                       | Audience moyenne         | Audience moyenne | Réf.   |
| Épisode              | Jour                 | Horaire              | Nombre de téléspectateurs | Part de marché (sur les 4 ans et plus) | Part de marché (FRDA-50) | Classement       | Réf.   |
| -------------------- | -------------------- | -------------------- | ------------------------- | -------------------------------------- | ------------------------ | ---------------- | ------ |
| 1                    | Lundi 15 mai 2023    | 21 h 10 - 22 h 05    | 4 680 000                 | 21,9 %                                 | 23,5 %                   | 1er              | [ 30 ] |
| 2                    | Lundi 15 mai 2023    | 22 h 05 - 23 h 00    | 3 870 000                 | 20,7 %                                 | 23,5 %                   | 1er              | [ 30 ] |
| 3                    | Lundi 22 mai 2023    | 21 h 10 - 22 h 05    | 4 360 000                 | 20,7 %                                 | 23,3 %                   | 1er              | [ 31 ] |
| 4                    | Lundi 22 mai 2023    | 22 h 05 - 23 h 00    | 3 800 000                 | 22,3 %                                 | 23,3 %                   | 1er              | [ 31 ] |
| 5                    | Lundi 29 mai 2023    | 21 h 10 - 22 h 05    | 3 830 000                 | 18,9 %                                 | 20,6 %                   | 1er              | [ 32 ] |
| 6                    | Lundi 29 mai 2023    | 22 h 05 - 23 h 00    | 3 450 000                 | 21,9 %                                 | 20,6 %                   | 1er              | [ 32 ] |
| Moyenne de la saison | Moyenne de la saison | Moyenne de la saison | 4 000 000                 | 21,1 %                                 | 22,5 %                   |                  | [ 33 ] |

- Les plus hauts chiffres d'audience
- Les plus bas chiffres d'audience

### Accueil critique
Pour David Hainaut, du magazine Moustique, « Ces Randonneuses devraient rallier un large public et surtout, faire évoluer pas mal de regards ».
Pour Audrey Fournier et Thomas Sotinel du journal Le Monde, Les Randonneuses est « une série consciente de son sujet, à la fois "feel good" et grave. Et plutôt réussie dans les deux cas »,.
Natalie Grosskopf, du journal La Voix du Nord, estime que « la série tient ses six épisodes sur la crête, sans perdre l'équilibre, entre la comédie (on rit vraiment) et l'émotion (on pleure vraiment aussi) ».
Emeline Collet, du journal Le Parisien, souligne une série pleine de vie qui est portée par un casting six étoiles et aborde la maladie avec justesse, sans fausse pudeur ni pathos : « Dans les paysages époustouflants de la Haute-Maurienne (Savoie), où a été tournée la fiction produite par Habanita Federation, on rit beaucoup. On se met en colère, on s'aime, on écrase parfois une larme. Bref, on vit. Intensément »,.
Pour Charles Martin, du magazine Première, « Le cadre spectaculaire des Alpes provoque tout de suite une forme d'humilité qui remet beaucoup de choses en perspective. Un décor grandiose qui apporte aussi le rayon de soleil qu'il faut pour éviter la surdose de pathos. Les Randonneuses n'évite quand même pas quelques écueils sur la découverte de soi. Mais elle met en avant une forme de sororité touchante. Une solidarité féminine exacerbée dans ces conditions dramatiques et ces paysages plus grands que nature. Une aventure humaine au sens littéral »
Télé-Loisirs voit dans Les Randonneuses « une série brillante qui aborde un sujet pourtant difficile avec beaucoup d'humour et de justesse ».
Pour Katia De la Ballina, du journal Le Point, « Entrecoupée de flash-back qui éclairent le passé des héroïnes, la narration parvient à préserver un équilibre délicat, entre légèreté et gravité, sans chuter dans le pathos. Le mérite en revient notamment à la distribution, impeccable, complice et très investie dans cette série « d'utilité publique », comme la définit Alix Poisson ».
Pour l'hebdomadaire Télé Star, cette série propose « une touchante histoire empreinte d'humanité qui valorise le courage de femmes, luttant contre la maladie ».
En décembre 2023, la rédaction d'Allociné classe la série Les Randonneuses en cinquième position parmi les 10 meilleures nouvelles séries de 2023, avec une note de 3,9 / 5.